# Murg (Németország)
Murg település Németországban, azon belül Baden-Württembergben. Lakosainak száma 7041 fő (2023. december 31.).

## Népesség
A település népessége az elmúlt években az alábbi módon változott:
| Lakosok száma | 4736 | 5602 | 6210 | 6303 | 6444 | 6790 | 6876 | 6963 | 6757 | 7041 |
|               | 1961 | 1967 | 1974 | 1980 | 1987 | 1993 | 2000 | 2006 | 2013 | 2023 |